# О христианской религии
«О христианской религии» (лат. De Christiana religione) — латинский трактат флорентийского священника и философа-гуманиста Марсилио Фичино, написанный в 1474 году и в котором автор задаётся целью «освободить [христианскую] религию от нестерпимого невежества», то есть обосновать её истинность.

## Содержание
Автор трактует, что христианская вера опирается на авторитет сивилл, пророков, даже язычества, которое в оракуле Аполлона и ответе Гекаты признало её превосходство. Сила веры открывается также в чудесах. Наконец, величие христианства вытекает из его сущности: оно свято, оно никого не обмануло, свет его исходит от самого Бога, а не от солнца и звёзд. Оно даёт блаженство верой, надеждой и любовью.
Смысл христианства — в нём самом. Бог, стоящий в начале жизни всего мира, прежде всего создал совершенную концепцию себя самого в себе самом. Это то, что Орфей называет Палладой, Платон — «Словом», это сын божий. Это существо вечное, оно всегда в Боге, оно всегда — Бог. Им Бог говорит с собой, им созданы века.
Люди, сотворённые в подобие божественному совершенству, пали в силу собственного греха, им нужно было дать новое существование. Бог сделал это через посредство Слова, воплотившегося от девы, оплодотворённой Духом Святым. Слово стало человеком; явился Христос, в котором срослись божественная и человеческая природы, как в человеке существуют тело и душа.
Бог родил человека; ему же надлежало его возродить. Первое было актом невидимого Слова, последнее должно было стать актом видимого.
Человечество могло быть искуплено Богом, но только обратившимся в человека и потерпевшим за грехи всех людей. Человечество пало наслаждением — и должно было очиститься страданием. Человечество согрешило раз в лице одного человека — так же и должно оно было подняться: страшная казнь одна была в силах смыть громадное преступление.
Христос логически необходим для спасения человечества; он духовно содержится в книге Бытия и служит термином для истолкования закона. Через него же познаются тайны учения Платона, который сам предвидел, что люди лишь после долгих блужданий смогут уразуметь истину.
Нумений и Филон первыми поняли идеи Платона, потому что они знали дело апостолов Христа; точно так же Плотин, Ямвлих, Прокул черпали свои таинства у Иоанна и Павла и потому построили истинное богословие.